# Sylvothérapie

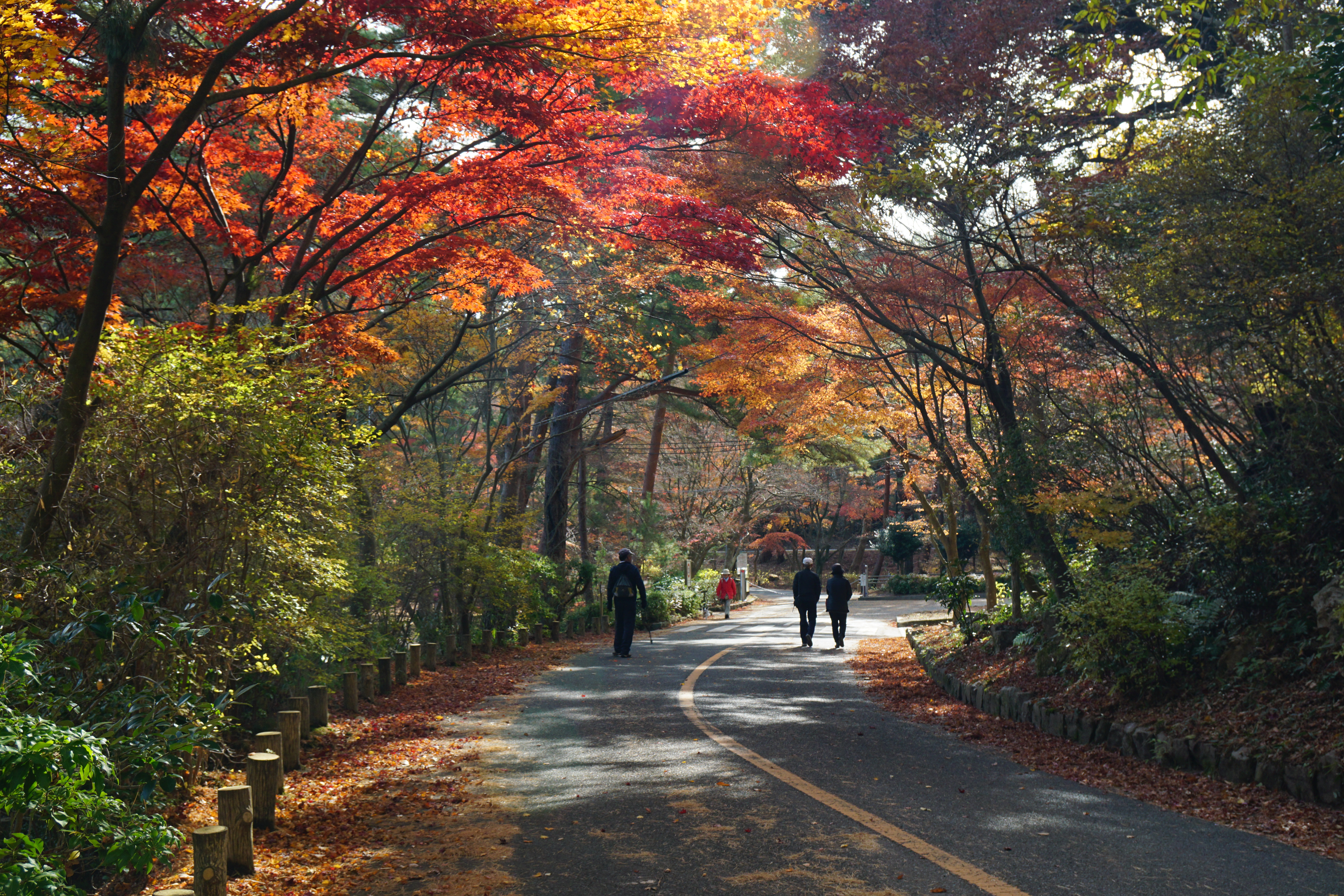
Promeneurs dans le parc Futatabi de Kobe au Japon.

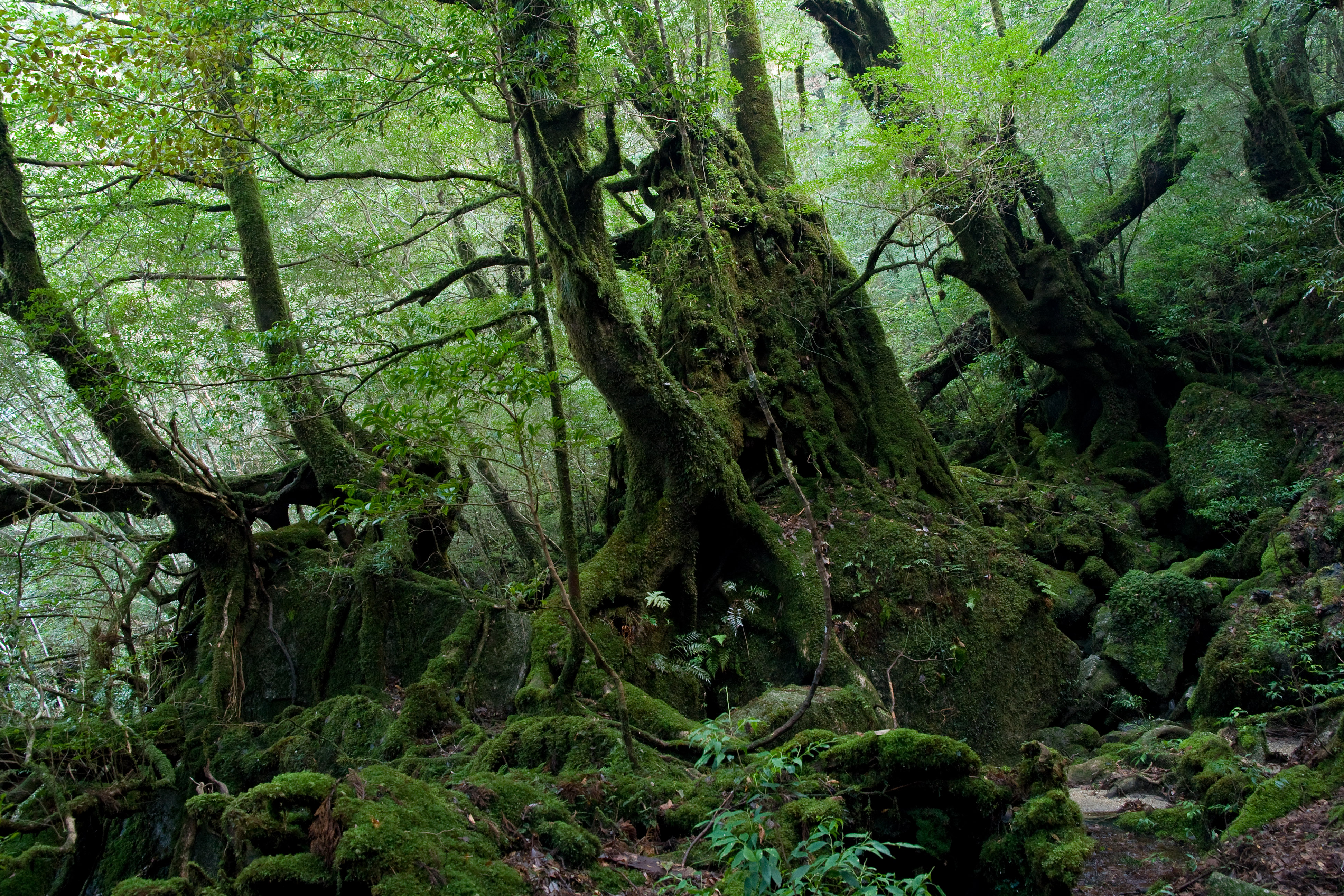
Dans les forêts de l'île de Yakushima, des expérimentations scientifiques sur les « bains de forêt » sont menées par Yoshifumi Miyazaki depuis 1990.

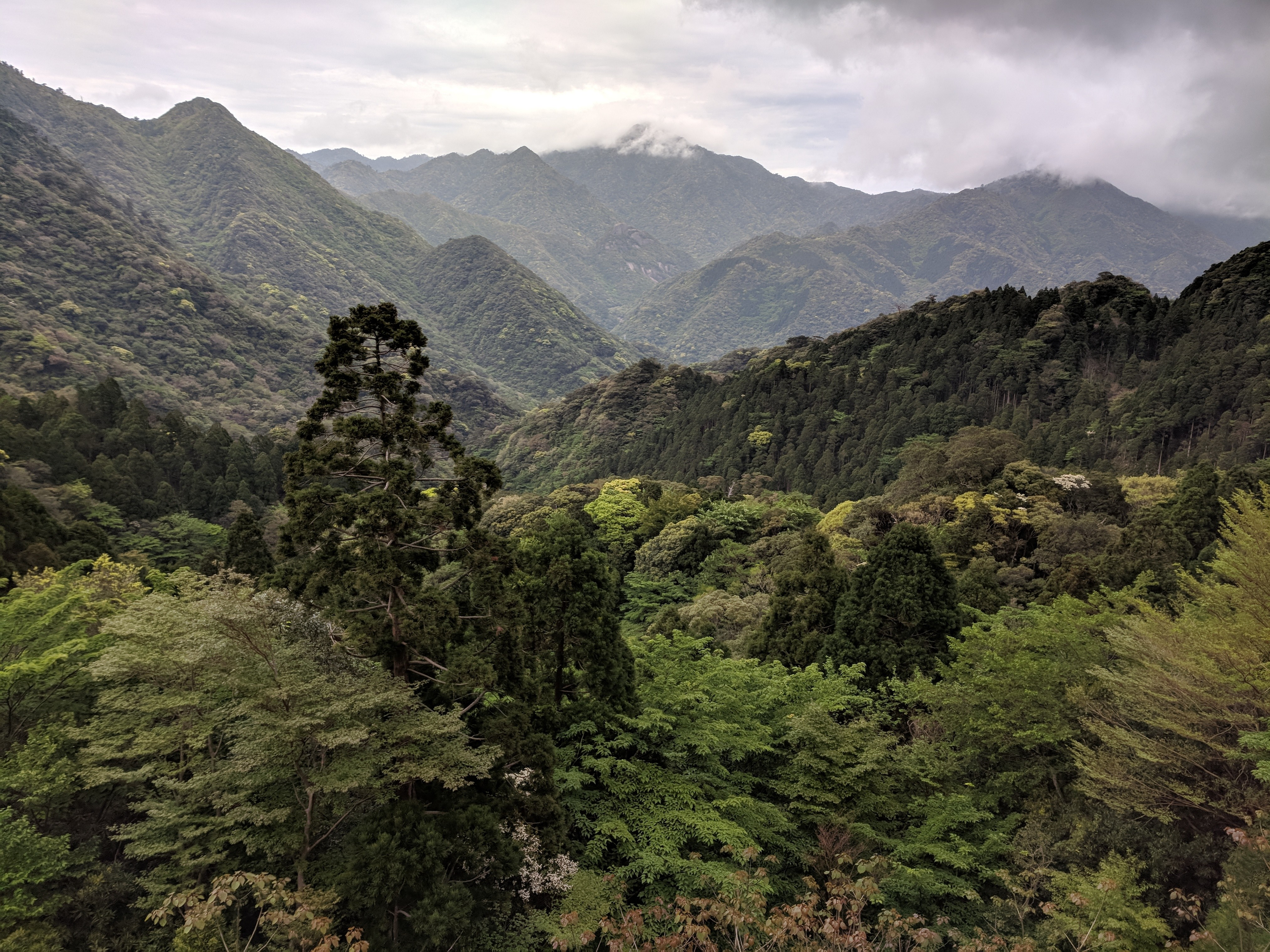
L'île de Yakushima, située au sud du Japon et presque entièrement enforestée, classée parc national, zone Ramsar et réserve de biosphère est caractérisée par des forêts à haut degré de naturalité.

La sylvothérapie (également appelée shinrin-yoku (森林浴)) est une pratique de soin non conventionnelle qui repose sur un possible effet bénéfique de l'interaction avec des arbres dans une forêt.

## Histoire
Le terme shinrin-yoku a été inventé par le ministère japonais de l'Agriculture, des Forêts et de la Pêche en 1982, et peut être défini comme le contact dans l'atmosphère de la forêt.
Au Moyen Âge, les terpénoïdes présents dans l'atmosphère forestière notamment des conifères, sous forme d'oléorésines sont utilisés pour soigner certaines maladies.
Des cures sont développées dans certains pays particulièrement au XIXe et au début du XXe siècle pour les tuberculeux en forêts tempérées ou nordiques. Des sanatoriums (et leur solarium) et divers types de centres de cures sont installés dans des environnements forestiers ou en bordure de lac où le programme thérapeutique implique de longues promenades dans les forêts de résineux.

## Époque contemporaine

### Allemagne
En 2024, la sylvothérapie gagne en popularité.

### Corée du Sud
En 2009, le Service forestier coréen (ko) et le gouvernement ont ouvert la forêt récréative nationale de Saneum au statut de première forêt thérapeutique (Forêt de guérison) ; et depuis une trentaine d'autres massifs ont été classés forêts curatives (en 2020, il y avait 32 en Corée du Sud,.

### États-Unis
La pratique existe aussi aux États-Unis, notamment en Californie.
Jonh Muir et Henry David Thoreau ont renforcé l'idée que les bains de forêt ont des effets bénéfiques pour le corps et l'esprit, notamment quand cette pratique est associée à l'activité physique.

### Finlande
Le Centre finlandais de sylvothérapie propose des visites guidées dans des forêts telles que celles autour du village de Haapasaari.

#### France
Depuis 2021, la forêt d'Hostens, est un site labellisé[Par qui ?] en France pour la pratique du Shinrin-yoku.
En 2022, selon le Figaro et l'AFIS, il n'existe toujours aucune étude démontrant un effet significatif de la forêt sur la santé, autre que la simple décontraction provoquée par la promenade, ou la fréquentation d'un milieu plus calme et moins pollué qu'un centre-ville,.
En 2023, des séances d'initiation de à la sylvothérapie sont organisées lors de salons d'agro-écologie ou lors de « Journées parents/enfants, repos et décrassage »,,.
Certains offices de tourismes et mairies proposent des « cures sylvatiques »,. C'est le cas aussi de certains voyagistes ou associations de quartiers.
En 2024, la photographe Fanny Pastre, organise des séances de sylvothérapie.

#### Japon
En 1982, l'Agence forestière du Japon (ja) propose pour la première fois d'intégrer le Shinrin-yoku (森林浴) dans les préconisations d'une bonne hygiène de vie. En 2020, « il existe 65 bases de thérapies forestières certifiées par l'association japonaise Forest Therapy Society (森林セラピーソサエティー) qui est aussi l'organisme certificateur des guides de thérapie forestière et des thérapeutes de forêt, avec des postes de contrôles médicaux, sous la supervision de l'université de Chiba et de la Nippon Medical School (en) de Tokyo. Pour la seule année 2012, on a recensé jusqu'à 5 millions de visiteurs pratiquant les parcours de thérapie forestière ».

## Effet physiologique
La sylvothérapie apaiserait par la vue des paysages, mais aussi par l'effet des phytoncides et les terpènes contenus dans le feuillage. Elle stimulerait les individus via l'expérience de la forêt faite par les cinq sens (vue, odorat, ouïe, toucher et goût), et accompagnée d'activités telles que la méditation, les promenades, la randonnée, la contemplation (l'image le cas échéant, avec dessin, photo ou vidéo).
Une hypothèse pour expliquer un possible effet positif est que l'hygrométrie ambiante et des molécules telles que les phytocyanides améliorent la santé pulmonaire. Le bain de forêt agirait ainsi sur le stress, la pression artérielle, et facilite l'accès à la pleine conscience, et il agirait positivement sur le système immunitaire.
Au-delà de la forêt, et en ville notamment, l'arbre et les services écosystémiques qui lui sont associés, fourniraient, notamment via leurs « effets modérateurs sur le climat, la réduction de l'énergie consommée par les constructions, la réduction du carbone atmosphérique (CO2), l'amélioration de la qualité de l'air, l'atténuation des impacts des eaux de ruissellement et des inondations, la protection contre les rayons ultraviolets et contre l'érosion du sol, la baisse du niveau sonore et la fourniture de denrées alimentaires, de bois d'œuvre, de médicaments, d'environnements esthétiques et d'opportunités de loisirs ».
La sylvothérapie est souvent associée au développement personnel.
D'après Simone Kühn (responsable du groupe Lise Meitner sur les neurosciences environnementales, à l'Institut Max Planck de Berlin) et ses collègues, en 2017, dans Scientific Reports, les citadins vivant à moins d'un kilomètre d'une forêt ont une structure amygdalienne plus « normale » que celle des urbains (et vraisemblablement plus résistante au stress). En 2022, dans la revue Nature, elle observe via l'imagerie cérébrale que chez des adultes en bonne santé, l'activité de l'amygdale diminue après une heure de promenade en forêt quand la personne est expérimentalement exposée à un stress, confirmant la baisse de pensées de rumination, uniquement autodéclarées par les participants ayant marché en forêt à l'étude, unique dans le cortex préfrontal sous-génual (sgPFC), associées à la rumination, alors que cet effet (et la différence visible sur l'imagerie) n'apparaissait nullement dans le groupe qui a fait une promenade en ville dans une rue animée, (l'amygdale est connue pour être « cruciale pour [le] traitement de la peur et du stress par le cerveau). Les auteurs notent que chez ceux qui ont marché 60 min en forêt « l'interaction dans l'activation de l'amygdale était latéralisée et principalement déterminée par l'activité dans l'amygdale droite » ; la marche en ville n'a pas augmenté l'activité de l'amygdale, mais cette promenade n'a pas non plus eu d'effet de diminution de l'activité (systématiquement observée chez ceux qui avaient marché en forêt). Les zones cérébrales positivement modifiées par la promenade en forêt sont celles liées au stress (amygdale bilatérale), les auteurs n'ont détecté, après une heure de promenade, aucun changement dans les zones cérébrales liées à la cognition. Enfin, les participants ayant marché en forêt « ont apprécié la promenade plus que ceux qui sont allés se promener dans l'environnement urbain ».
Selon elle, l'exposition d'individus en bonne santé à des « chants de naissance » montre une anxiété plus faible que ceux exposés à des bruits de circulation.

### Procédure
Les méthodes pour pratiquer la sylvothérapie dépendent des guides qui proposent cette activité. Certaines proposent d'enlacer les arbres, d'autres de marcher pieds nus avec les yeux bandés.
Une étude menée par Davide Clemente, Luciano Romano, Elena Zamboni et Giuseppe Carrus montre la vision d'image de forêts en réalité augmentée permet de diminuer l'anxiété.

## Ouverture
Certains ajoutent à cette pratique de base, des approches plus proches de l'herboristerie, de l'ethnobotanique (consommation de plantes sauvages), de la gemmothérapie (usage pseudo-thérapeutiques des bourgeons).[réf. nécessaire] et/ou un travail sur l'écoanxiété et/ou la solastalgie.

## Évaluation scientifique

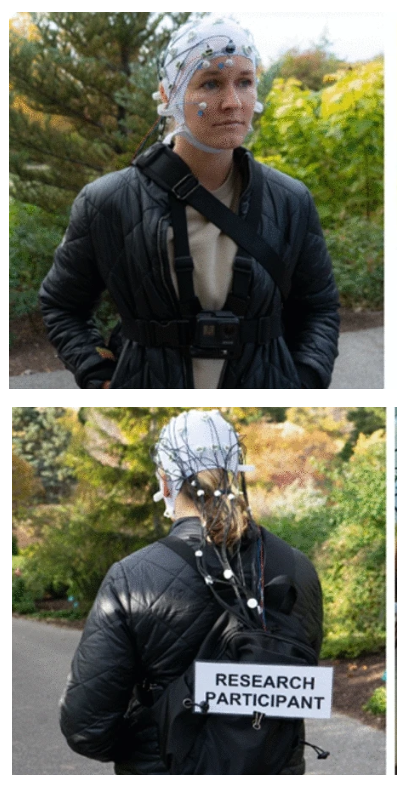
Exemple d'équipement des (2024) participants à l'étude "Immersion in nature enhances neural indices of executive attention"

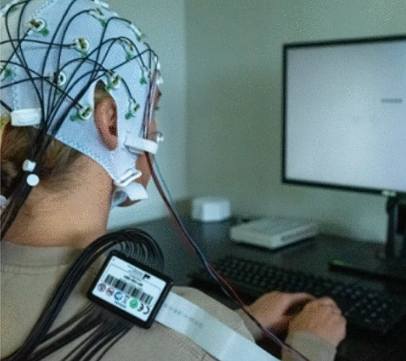
Après une promenade dans la nature ou en ville, les participants de l'étude effectuent des tests d'attention

Elle porte tant sur les aspects sociopsychologiques que physiologiques et neurologique de « bains de forêt » effectués seul ou en groupe.
Concernant les effets cognitifs et psychologiques : depuis la fin des années 1980, la recherche sur les effets bénéfiques du contact avec la nature a fait émerger deux principaux cadres théoriques, complémentaires :
1. la « théorie de la restauration de l'attention »[40]. On a en effet montré que l'exposition au milieu naturel peut améliorer l'attention involontaire, dans un processus également favorable à une restauration des processus d'attention volontaire[41]. Ainsi par exemple, passer du temps en forêt ou dans la nature peut améliorer la mémoire de travail[42], et l'attention dirigée[43].
2. la « théorie de la récupération du stress »[44], dans des environnements naturels calmes et apaisants, favorable aux émotions positives[45] ; une récupération que l'on mesure par la diminution de la fréquence cardiaque, de la pression artérielle et de la principale hormone liée au stress (le cortisol)[46],[47].

### Valeur de certaines études réalisées sur le sujet
En France, un premier ouvrage intitulé Forêt et santé est publié sur le sujet en 1985, par un agronome, docteur-ingénieur en écologie et ingénieur des eaux et forêts : Georges Plaisance. Il ne s'agit pas d'une publication scientifique relue par des pairs, mais d'une « synthèse provisoire » compilant des retours d'expériences et les données alors disponibles sur le sujet.
En 2012, le Dr Qing Li et plusieurs de ses collègues fondent une nouvelle discipline appelée « sylvothérapie » (forest medicine), science interdisciplinaire « qui rentre dans les catégories des médecines alternative, environnementale et préventive, et qui recouvre les effets des milieux forestiers sur la santé humaine ».
En 2018, des études principalement réalisées au Japon (autour de l'immunologiste Qing Li notamment, avec le shinrin yoku), mais également en Corée ou en Chine, suggèrent que la sylvothérapie a plusieurs aspects bénéfiques, dont des effets notables sur la santé mentale et cardiovasculaire, sur la glycémie et le système immunitaire ou encore sur le stress. Une partie de ce courant intègre aussi la forêt comme source d'aliments (du gibier aux végétaux en passant par les champignons) ou de suppléments nutritionnels (sève, écorces, bourgeons, feuilles, pollen, nœuds du bois…) et s'est développée autour des thèmes de la forêt-jardin et de la forêt comestible. Selon Miyazaki Yoshifumi, en 2018, les effets de variantes de contact avec des éléments naturels étaient aussi en cours d'études au Japon telles que l'observation du ciel nocturne, des nuages, des cascades, les jeux d'eau ou de concerts donnés en forêt, de même pour la durée de contact (15 min de shinrin-yoku) ou pour les effets selon l'heure de la journée.
La Revue forestière française et la revue Santé publique ont coproduit en 2019 un numéro spécial sur le sujet, appuyé sur des revues de la littérature scientifique (études asiatiques souvent et principalement publiées au Japon),. Cette synthèse suggère une certaine influence des bains de forêt et de la respiration de phytoncides, composés organiques volatils antimicrobiens (terpénoïdes, pinènes, bornéol, linalol, limonènes…) émis dans l'air par les arbres, sur la santé, le bien-être physique (système immunitaire, cardiovasculaire, hormones…) et/ou mental (humeur, stress…). Au Royaume-Uni, l'administration écossaise des forêts a été pionnière pour la prise en compte des effets des immersions en forêt sur la santé. 
L'étude présente quelques limites : elle n'a pas pris en compte les environnements naturels plus éloignés que 500 m de la résidence et de l'école or ils pourraient peut-être également avoir un effet favorable sur les enfants ou adolescents si ceux-ci y ont un accès assez fréquent et/ou long. De même, en raison du contexte écopaysager de la zone étudiée (région de Londres), l'accès à l'« espace bleu » dans la cohorte étudiée est généralement faible. Certains promoteurs de la sylvothérapie défendent cette pratique comme permettant de « rééquilibre[r] les personnes au niveau mental, émotionnel, et physique grâce à des stimulations sensorielles. C'est un travail sur la respiration et la relaxation. ».
Quelques études ont porté, en Finlande, en 2019, 2021, sur le cas particulier des effets du bain de froêt en hiver, dans la forêt enneigée.
Une partie des études sur le sujet ont été publiées dans des revues mineures, et montrent essentiellement des corrélations, sans qu'aucun mécanisme de type pharmacologique n'ait jusqu'alors été démontré avec certitude : s'il est probable que la fréquentation d'espaces naturels et de forêt en particulier soit bénéfique au bien-être, la dimension proprement thérapeutique de la sylvothérapie demeure donc en l'état non démontrée scientifiquement. D'après un podcast de la Radio télévision suisse (RTS) en 2023, « d'un point de vue scientifique, la compréhension des mécanismes qui opèrent ces effets en est à ses débuts ».
Plusieurs ECR (essais randomisés contrôlés), nationaux et internationaux, ont été publiés et ont fait l'objet d'une méta-analyse. Et un travail scientifique de métaanalyse des travaux antérieurs et récents est en cours depuis les années 2010, avec notamment en 2017, en 2020, en 2021,, puis en 2022, six revue d'études et revue systématiques, qui toutes concluent à des effets positifs significatifs et mesurables pour la santé physique et psychique (y compris pour le traitement et/ou la prévention de la dépression et de l'anxiété).
Des études ont plus spécifiquement porté sur les effets du bain de forêt sur le stress post-traumatique (d'anciens combattants par exemple), sur des dépressions liées à l'alcoolisme ou la schizophrénie ou encore sur des dépression et anxiétés subies par des patients porteurs de séquelles durables d'un AVC ; dans toutes ces études, les auteurs ont conclu à une amélioration chez les patients ayant bénéficié d'une sylvothérapie, par rapport aux groupes-témoins exposés au milieu urbain.
Début 2024, un nouvel essai randomisé contrôlé a été publié, basé cette fois sur l'électroencéphalographie. Il a porté sur trois aspects (et réseaux anatomiques correspondants) responsables de différentes fonctions de l'attention : l'alerte, l'orientation et le contrôle exécutif,, et ce, avant et après une promenade de 40 minutes dans la nature ou une promenade de 40 minutes dans un environnement urbain pour le groupe témoin. Les auteurs ont recherché et décrit des changements comportementaux, et neuronaux. Par rapport à ceux qui ont marché en ville, ceux qui ont marché dans la nature ont jugé que leur marche avait été plus réparatrice, et ils ont montré un meilleur contrôle exécutif au niveau neuronal.
En 2024, une méta-analyse basée sur une revue d'études extraites de bases de données nationales et internationales (Web of Science, ScienceDirect, PubMed, Embase et Cochrane Library, China National Knowledge Infrastructure, Wanfang Database, China Biomedical Literature Service System), a fait le point sur la l'effet de la sylvothérapie sur plusieurs indicateurs (psychologiques et physiologiques) de santé. À partir de 85 articles retenus pour ce travail, l'étude conclue à l'amélioration des scores des états d'humeur, mesurés par diverses échelles, dans le groupe forestier, par rapport au groupe urbain. « Les mesures de pression artérielle systolique (pression dans les artères lorsque le cœur se contracte), de pression artérielle diastolique (pression dans les artères lorsque le cœur est au repos entre deux battements), de fréquence cardiaque, d'indicateur du système nerveux sympathique [LN (LF/HF), Indicateur mesuré par le logarithme naturel du rapport entre les basses fréquences (LF) et les hautes fréquences (HF) de la variabilité de la fréquence cardiaque], de cortisol (hormone de stress mesuré dans la salive) et de facteurs inflammatoires sériques (marqueurs d'inflammation mesurés dans le sang) étaient plus faibles dans le groupe forestier que dans le groupe urbain, tandis que le niveau de l'indicateur du système nerveux parasympathique était plus élevé dans le groupe forestier que dans le groupe urbain ». Pour tous ces paramètres les différences étaient statistiquement significatives. Les auteurs précisent que :
- pour l'amélioration la fréquence cardiaque et du taux (baisse) du cortisol salivaire, les effets étaient rapides (amélioration la plus significative dans les premières minutes) ;
- les effets d'amélioration de la tension artérielle et de l'état émotionnel était par contre meilleur quand l'immersion en forêt était comprise entre 0,5 et 3 heures ;
- les effets de réduction de la pression artérielle systolique et de la pression artérielle diastolique étaient meilleurs chez les personnes passant plus de 3 h en forêt ;
- la méditation en position assise a plus efficacement amélioré certains paramètres émotionnels et psychologiques (fatigue notamment) alors que la marche en forêt a elle, plus efficacement amélioré des paramètres physiologiques tels que la pression artérielle (systolique et diastolique) ainsi que la fréquence cardiaque ;
- Sauf pour la pression artérielle, les bénéfices de la sylvothérapie pour la santé sont plus marqués pour le groupe des jeunes que les personnes d'âge moyen et âgées.

Cette revue d'étude conclue qu'outre une sensation de détente et de confort psychologique, la thérapie ]forestière « peut abaisser la pression artérielle et le rythme cardiaque, réguler le système nerveux autonome ; elle peut aussi réduire la libération d'hormones de stress et abaisser les taux sériques de facteurs inflammatoires, exerçant secondairement un effet d'amélioration des troubles cardiovasculaires et immunitaires. Mais la durée de la thérapie, la forme et l'âge des sujets ont un certain impact sur les effets de la pratique de la sylvothérapie ».

Les auteurs notent que différents milieux naturels pourraient avoir des effets différents sur les participants (certaines forêts, ou le fait de s'y perdre ou d'y être seul peut susciter du stress ou de la peur au lieu de la relaxation, pour certains (hommes, femmes, jeunes, personnes âgées, avec ou sans compagnons ou chiens, etc., se promener dans une forêt (entretenue, sauvage…) peut être plus ou moins agréable. Certains estiment que le sujet a une forte dimension culturelle. Ce qui vaut au Japon ou en Allemagne pourrait être différent ailleurs.Les auteurs invitent donc les futures études à intégrer des publics variés, et à noter comment le cerveau réagit aux bains de nature selon le type d'environnements (ex. : parc urbain ou jardin botanique), et à tester ces effets aurpsè de cultures variées,.

#### Facteurs externes
Selon un article paru dans Le Figaro, l'activité physique et la détente induite par la promenade expliqueraient ces effets positifs plutôt que le milieu lui-même. Mais une étude récente (2022) publiée dans le journal Nature (avec imagerie cérébrale à l'appui) a montré un effet positif sur une partie du cerveau importante pour la gestion du stress, effet significatif, qui est observé après une heure de promenade en forêt, mais qui est absent après une heure de promenade en ville.

### Risques potentiels

#### Risques biologiques

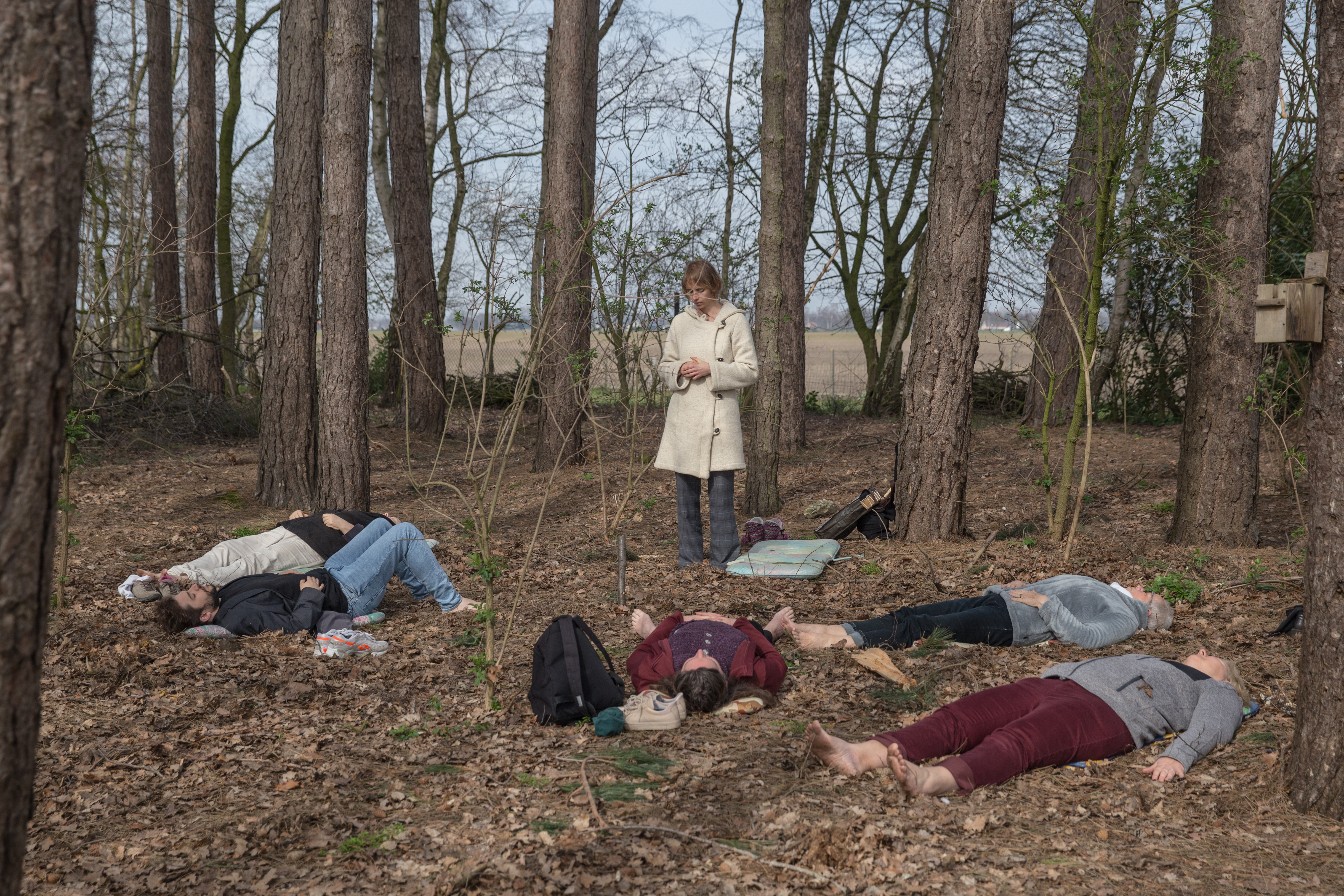
Séance de sylvothérapie où les participants sont allongés au sol pieds nus.

En ce qui concerne le fait d'enlacer des arbres, les médecins mettent en garde contre l'exposition à une mousse du genre Frullania, qui expose à des démangeaisons pouvant s'étendre sur le corps. Divers lichens provoquent également des allergies[réf. nécessaire]. Enfin, certaines espèces animales dangereuses pour l'humain vivent dans les arbres (chenilles urticantes, frelons, serpents…). D'autres mettent en garde vis-à-vis de risques éventuels comme la maladie de Lyme.

#### Possibilités d'escroquerie
En 2018, Le Figaro a relayé des avis considérant que la sylvothérapie serait une « nouvelle escroquerie médicale » en raison notamment du faible nombre de sujets suivis lors des premières études.
Aux États-Unis et en France, plusieurs sylvothérapeutes proposent depuis les années 2020 des stages payants de bien-être plus ou moins inspirés de ces publications, consistant souvent à enlacer les arbres, prétendant qu'il s'agit d'une thérapie éprouvée et d'une tradition ancienne, ce qui n'est pas le cas. Ces affirmations sont basées sur les travaux controversés du Dr Qing Li de la Nippon Medical School (en).
Des séances de sylvothérapie sont proposées par des sociétés telles que Loire Valley Lodge qui exploite des cabanes à louer dans les arbres à Esvres-sur-Indre.
En 2023, une partie des fonds récoltés par la Ligue nationale contre le cancer ont été utilisés pour financer des ateliers de bien-être, dont de la sylvothérapie.